# San Biagio in Cisanello
San Biagio in Cisanello je kostel v Pise, stojící na via San Biagio.
Existují o něm písemné zmínky z roku 1122 a 1179, nedochovalo se však nic z původní budovy. Současná jednolodní stavba se zvonicí pochází ze 13. století. Další stavební úpravy proběhly v 17. století a roku 1765. Roku 1913 proběhl pokus navrátit strukturu kostela do původního stavu; byly odbourány barokní úpravy. Během 2. světové války utrpěl škody, které byly po válce opraveny.
Fasáda je zdobena islámskou keramikou (kopie, originály v Museo di San Matteo). Interiér uchovává malbu na dřevě ze 13. století Madonu s dítětem připisovanou Ugolinu di Tedice.